# 国際連合安全保障理事会決議129
国際連合安全保障理事会決議129（こくさいれんごうあんぜんほしょうりじかいけつぎ129、英: United Nations Security Council Resolution 129, UNSCR129）は、1958年8月7日に国際連合安全保障理事会で採択された決議。レバノン紛争に際して史上3回目となる国際連合緊急特別総会の翌日からの開催を決定した。

## 概要
国際連合レバノン監視団の派遣を決めた6月の前決議（128号）以降も、理事会では第834回および第837回会合で常任理事国の意見が一致せず、国際の平和と安全の維持に対する主要な責任を行使することができなかったためにレバノン紛争に関して緊急特別総会を設置することとしたとしている。

## 詳細
以下はその和訳。
安全保障理事会は、
文書S/Agenda/83810にある議題2・3を検討し、
第834・837回会合における常任理事国の（全体）合意が得られなかったことによって、理事会が国際平和及び安全の維持に対する主要な責任を行使することができないことを考慮して、
総会の緊急特別会合を招集することを決定する。

10 同上、第13年、第838回会合、p.1参照。